# Automeris conceptiona
Automeris conceptiona é uma espécie de mariposa do gênero Automeris, da família Saturniidae.
Sua ocorrência foi registrada na Colômbia, departamento de Cundinamarca, Vereda La Concepción; Bosque La Guajira.